# فيرنر شواب
فيرنر شواب (بالألمانية: Werner Schwab)‏ (و. 1958 – 1994 م) هو كاتب مسرحي، وفنان، ومؤلف نمساوي، ولد في غراتس، توفي في غراتس، عن عمر يناهز 36 عاماً.

## التعليم
تعلم في أكاديمية الفنون الجميلة في فيينا.

## جوائز
حصل على جوائز منها:
- جائزة المنافسة العامة  [لغات أخرى]‏ (1946)
- قائد الفنون والآداب

## روابط خارجية
- فيرنر شواب على موقع مونزينجر (الألمانية)
- فيرنر شواب على موقع ميوزك برينز (الإنجليزية)
- فيرنر شواب على موقع ديسكوغز (الإنجليزية)